# Classe F (sous-marin britannique)
Pour les autres classes de navires du même nom, voir Classe F.
La classe F est une classe de 3 sous-marins de la Royal Navy propulsés par moteur Diesel, et construits avant et pendant la Première Guerre mondiale.

Les trois unités furent réalisées sur les chantiers Chatham Dockyard de Chatham (Kent), John Brown & Company de Clydebank et John I. Thornycroft & Company de Woolston.

## Conception
Cette classe F est une version similaire à la classe V destinée à la patrouille et à la défense côtière.

## Service
Les trois unités survécurent à la Première Guerre mondiale et finirent leur service comme bâtiments de formation à Campbeltown.

## Les sous-marins de classe F
- HMS F1 : lancé le 31 mars 1915, démoli en 1920.
- HMS F2 : lancé le 17 juillet 1917, vendu à la démolition en juillet 1922.
- HMS F3 : lancé le 6 février 1916, détruit en 1920.